# Archibald Macdonald (1er baronnet)
Pour les articles homonymes, voir Archibald Macdonald et Macdonald.
Archibald Macdonald, 1er baronnet (13 juillet 1747 - 18 mai 1826) est un avocat, juge et homme politique britannique.

## Biographie
Il est le fils posthume d'Alexander Macdonald, 7e baronnet, et frère cadet du 8e baronnet né au Château d'Armadale à Skye. Il est amené en Angleterre, loin de toute influence jacobite et entre à la Westminster School en 1760. Il se rend à Christ Church, Oxford en 1764, où il obtient son diplôme de BA en 1768 et sa maîtrise en 1772. Il est appelé au barreau de Lincoln's Inn en 1770.
Il est député de Hindon dans le Wiltshire (1777-1780), puis de Newcastle-under-Lyme (1780-1792), siège de son beau-père.
En politique, Macdonald suit les positions de son beau-père. Il devient solliciteur général en 1784 et procureur général et est fait chevalier en 1788. Il est procureur dans le procès pour diffamation de Thomas Paine à la suite de la publication de Rights of Man en 1792.
Il est nommé deuxième juge du circuit de Carmarthen au pays de Galles en 1780. Promu Lord baron de l'Echiquier en 1793, il occupe ce poste jusqu'à son départ à la retraite en 1813, car il devient aveugle. À sa retraite de la cour, il est créé baronnet le 27 novembre 1813.

## Famille

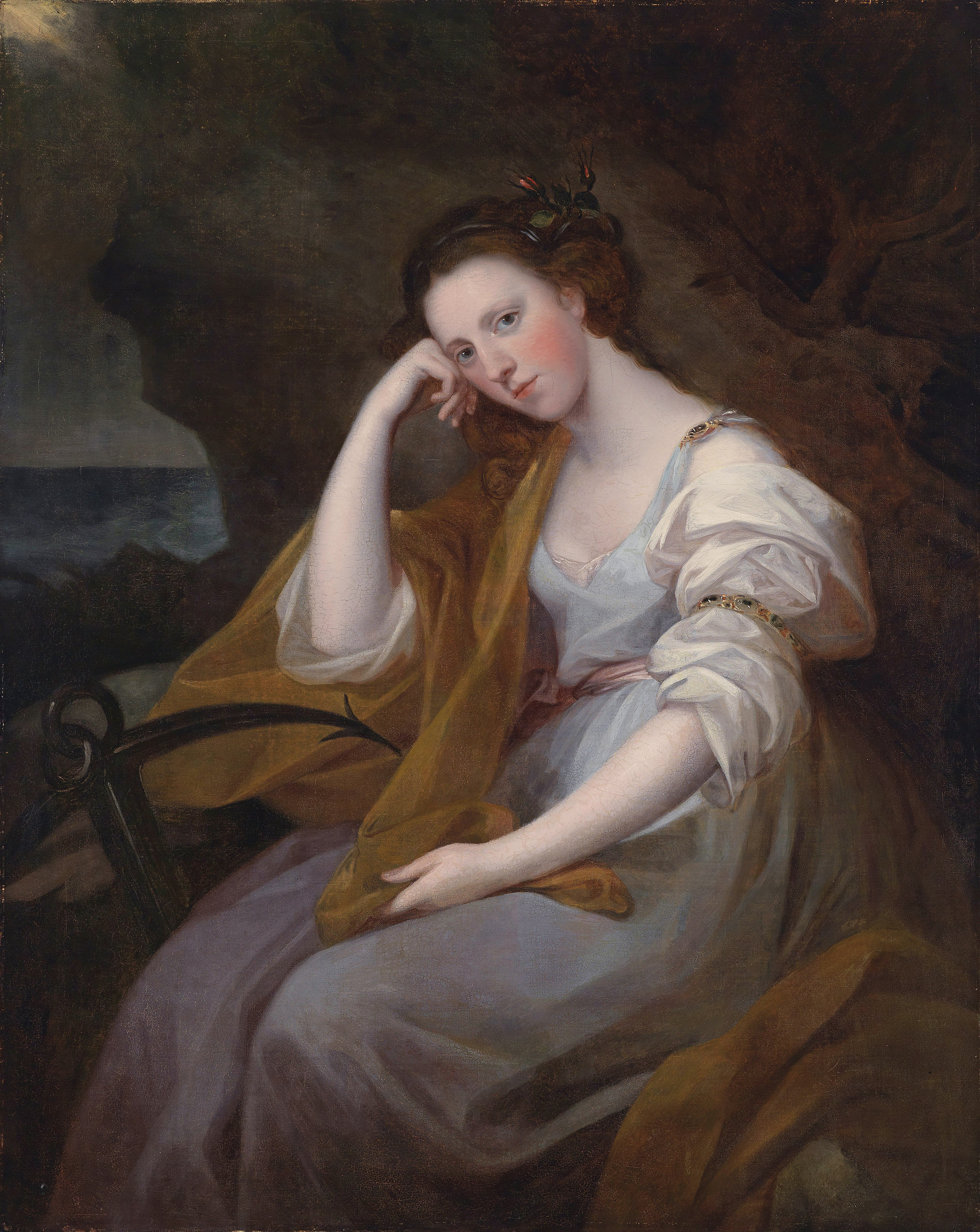
Louisa, Lady MacDonald, épouse de Macdonald, par Angelica Kauffmann, 1767

En 1777, Macdonald épousa Louisa Leveson-Gower, fille de Granville Leveson-Gower (1er marquis de Stafford), alors Lord président du Conseil. Ils ont deux fils et cinq filles,.
Trois enfants issus du mariage survivent à Macdonald, dont James Macdonald (2e baronnet) (1784-1832). Susan (1780-1803) est l'illustrateur de "Les sports des génies" (1804) d'Anne Hunter. Caroline Diana (1790-1867) épouse le religieux Thomas Randolph, fils de John Randolph et est la mère de l'officier de marine George Granville Randolph,,,.